# Hiệp hội Quý tộc Ba Lan
Hiệp hội Quý tộc Ba Lan (PNA) (tiếng Ba Lan: Związek Szlachty Polskiej, ZSzP) - là một tổ chức văn hóa xã hội, được đăng ký năm 1995 tại Gdańsk. Hiệp hội nhằm mục đích tích hợp giới quý tộc của Khối thịnh vượng chung Ba Lan-Litva, chăm sóc các di tích văn hóa của Quý tộc, phổ biến lịch sử và truyền thống của Quý tộc Ba Lan và thúc đẩy tinh thần hiệp sĩ.

## Thông tin cơ bản
Hiệp hội được công nhận về mặt pháp lý, đạo luật đã được Tòa án khu vực Gdańsk-Północ khẳng định vào ngày 16 tháng 2 năm 2006. Trụ sở hiệp hội hiện tại được đặt tại thủ đô Warsaw, Ba Lan.
Để trở thành thành viên của hiệp hội, một người phải có nguồn gốc cao quý trong dòng nam giới, do đó là con trai hoặc con gái của một quý ông nam.
Đại diện khu vực của hiệp hội đóng một vai trò quan trọng trong tổ chức. Hiện tại PNA có các đại diện thường trực tại Ciechanów, omża, Olsztyn, Ostrów Mazowiecka, Płock, Przemyśl, Szczecin; ở nước ngoài ở Litva, Canada, ở Đức, ở Thụy Điển và ở Vương quốc Anh.
Hiệp hội hợp tác với các tổ chức khác trong và ngoài nước như: Viện Saint Georges pour la Noblesse từ Pháp, Viện Fernando el Catolico từ Saragossa ở Tây Ban Nha, Hội đồng quý tộc Nga từ Moscow, Liên minh của Quý tộc Bêlarut từ Minsk và nhiều hiệp hội khác. Tại Ba Lan, PNA hợp tác với các tổ chức gia đình độc lập, hỗ trợ và thúc đẩy các hoạt động của họ. PNA liên tục hợp tác với chi nhánh Ba Lan của Huân chương Quân sự có chủ quyền Malta, với nền tảng Pomoc Maltańska, với Hiệp hội Gentry Landed Ba Lan và Hiệp hội Heraldic Ba Lan, trong đó một số thành viên là chuyên gia phả hệ cho hiệp hội.
Hiệp hội không trao các danh hiệu quý tộc hoặc danh hiệu quyền quý nào và nó không hợp tác với các tổ chức mà họ coi là chiếm đoạt, giả, quý tộc, giả quân chủ hoặc giả quân sự.
Tạp chí của hiệp hội, Verbum Nobile, ấn phẩm đầu tiên là vào năm 1992 và vẫn đang được xuất bản cho đến ngày nay. Số đăng ký của tạp chí trong Sổ đăng ký báo chí: 296, ISSN: 1230-4573. Đến nay, (tháng 8 năm 2010) đã có 15 ấn phẩm được phát hành, trong đó có 2 ấn phẩm khối lượng gấp đôi. Tạp chí này tập trung vào các chủ đề rộng lớn hơn của giới quý tộc - truyền thống, văn hóa, lịch sử (bao gồm cả huy hiệu và phả hệ), cũng như các vấn đề hiện tại và nội dung của nó được coi là quan trọng đối với các thành viên và những người ủng hộ tổ chức.

## Chi nhánh địa phương
Hiệp hội có các chi nhánh địa phương tại các thành phố sau: Białystok, Gdańsk, Kraków, Szczecin, Toruń, Warszawa, Wrocław.

## Những sáng kiến và thành tựu lớn
- Từ năm 1995 tổ chức một loạt các bài giảng, hội nghị chuyên đề và các buổi khoa học về lịch sử, truyền thống và văn hóa của các quý tộc ở Ba Lan;
- Hỗ trợ các sáng kiến văn hóa địa phương, ví dụ, năm 2009, chi nhánh của PNA tại Białystok đã thành lập một giải thưởng đặc biệt trong hạng mục nghệ sĩ độc tấu trong Cuộc thi "Bài hát buổi tối" của Quốc tế Moniuszko tại Białystok;
- Liên hệ với người Ba Lan ở nước ngoài (bao gồm việc tặng sách và bản sao của tạp chí Verbum Nobile cho cộng đồng Ba Lan - các cá nhân và tổ chức đã yêu cầu hỗ trợ như vậy);
- Phái đoàn của hiệp hội tham gia lễ kỷ niệm các ngày lễ quốc gia (ví dụ: đại diện của hiệp hội vào ngày quốc khánh Ba Lan đặt bó hoa tại lăng mộ của người lính vô danh).